# Austrothelphusa
Austrothelphusa là một chi cua nước ngọt đặc hữu Australia, bao gồm 8 loài cua:
- Austrothelphusa agassizi (Rathbun, 1905)
- Austrothelphusa angustifrons (A. Milne-Edwards, 1869)
- Austrothelphusa insularis (Colosi, 1919)
- Austrothelphusa raceki (Bishop, 1963)
- Austrothelphusa tigrina (Short, 1994)
- Austrothelphusa transversa (von Martens, 1868)
- Austrothelphusa valentula (Riek, 1951)
- Austrothelphusa wasselli (Bishop, 1963)

Phần lớn các loài chỉ phân bố hạn chế trong khu vực Queensland, nhưng Austrothelphusa transversa cũng thấy có ở New South Wales, Nam Australia, Bắc Úc và Tây Australia.
Các loài cua này có thể lớn tới kích thước có mai rộng 50 milimét (2,0 in) và chúng là các loài ăn tạp.